# Campeonato da NACAC de Atletismo Sub-23 de 2008 - Resultados
Esses foram os resultados do Campeonato da NACAC de Atletismo Sub-23 de 2008 que ocorreram de 18 a 20 de julho de 2008, no Estádio Universitário Alberto Chivo Cordova, em Toluca, no México. Contou com a presença de 258 atletas de 19 nacionalidades distribuídos em 44 provas. 

## Resultado masculino

### 100 metros
| Posição | Bateria | Atleta                | Nacionalidade        | Tempo de reação | Tempo | Notas |
| ------- | ------- | --------------------- | -------------------- | --------------- | ----- | ----- |
| 1       | 3       | Sam Effah             | Canadá               |                 | 10.34 | Q     |
| 2       | 2       | Cruz Rolando Palacios | Honduras             |                 | 10.35 | Q     |
| 3       | 1       | James Samuels         | Estados Unidos       |                 | 10.36 | Q     |
| 4       | 3       | Tyrell Cuffy          | Ilhas Cayman         |                 | 10.44 | Q     |
| 5       | 2       | Evander Wells         | Estados Unidos       |                 | 10.51 | Q     |
| 6       | 1       | Jesse Saunders        | Jamaica              |                 | 10.56 | Q     |
| 7       | 2       | Shannon King          | Canadá               |                 | 10.54 | q     |
| 8       | 1       | Ramon Gittens         | Barbados             |                 | 10.60 | q     |
| 9       | 3       | Gustavo Cuesta        | República Dominicana |                 | 10.71 |       |
| 10      | 3       | Jonathan Davis        | Bahamas              |                 | 10.80 |       |
| 11      | 3       | Pablo Jiménez         | México               |                 | 10.80 |       |
| 12      | 1       | Rachmil Van Lamoen    | Antilhas Holandesas  |                 | 10.83 |       |
| 13      | 2       | Ángel Marte           | República Dominicana |                 | 10.97 |       |
| 14      | 2       | Jorge Jiménez         | Costa Rica           |                 | 11.04 |       |

| Posição           | Atleta                | Nacionalidade  | Tempo de reação | Tempo | Notas |
| ----------------- | --------------------- | -------------- | --------------- | ----- | ----- |
| Medalha de ouro   | James Samuels         | Estados Unidos |                 | 10.09 |       |
| Medalha de prata  | Evander Wells         | Estados Unidos |                 | 10.15 |       |
| Medalha de bronze | Cruz Rolando Palacios | Honduras       |                 | 10.22 |       |
| 4                 | Sam Effah             | Canadá         |                 | 10.31 |       |
| 5                 | Ramon Gittens         | Barbados       |                 | 10.33 |       |
| 6                 | Shannon King          | Canadá         |                 | 10.34 |       |
| 7                 | Jesse Saunders        | Jamaica        |                 | 10.39 |       |
| 8                 | Tyrell Cuffy          | Ilhas Cayman   |                 | 10.40 |       |

### 200 metros
| Posição | Bateria | Atleta                | Nacionalidade        | Tempo de reação | Tempo | Notas |
| ------- | ------- | --------------------- | -------------------- | --------------- | ----- | ----- |
| 1       | 2       | Gavin Smellie         | Canadá               | 0.128           | 20.71 | Q     |
| 2       | 1       | Evander Wells         | Estados Unidos       | 0.153           | 20.90 | Q     |
| 3       | 3       | Sam Effah             | Canadá               | 0.149           | 20.99 | Q     |
| 4       | 2       | Tyrell Cuffy          | Ilhas Cayman         | 0.176           | 20.99 | Q     |
| 5       | 1       | Cruz Rolando Palacios | Honduras             | 0.245           | 21.02 | Q     |
| 6       | 3       | Jonathan Davis        | Bahamas              | 0.157           | 21.48 | Q     |
| 7       | 1       | Ramon Gittens         | Barbados             | 0.176           | 21.18 | q     |
| 8       | 2       | Trey Harts            | Estados Unidos       | 0.188           | 21.27 | q     |
| 9       | 2       | Pablo Jiménez         | México               | 0.140           | 21.37 |       |
| 10      | 3       | Tabarie Henry         | U.S. Ilhas Virgens   | 0.165           | 21.52 |       |
| 11      | 3       | Joel Hernández        | República Dominicana | 0.152           | 21.53 |       |
| 12      | 2       | Ronson Small          | Barbados             | 0.184           | 21.57 |       |
| 13      | 1       | Gustavo Cuesta        | República Dominicana | 0.200           | 21.67 |       |
| 14      | 3       | José Carlos Herrera   | México               | 0.152           | 21.84 |       |
| 15      | 2       | Jorge Jiménez         | Costa Rica           | 0.140           | 22.46 |       |
| 16      | 2       | Patrick Holwerda      | Guatemala            | 0.211           | 22.55 |       |
| 17      | 1       | Terrence Agard        | Antilhas Holandesas  | 0.215           | 22.90 |       |

| Posição           | Atleta                | Nacionalidade  | Tempo de reação | Tempo | Notas |
| ----------------- | --------------------- | -------------- | --------------- | ----- | ----- |
| Medalha de ouro   | Evander Wells         | Estados Unidos | 0.133           | 20.34 |       |
| Medalha de prata  | Cruz Rolando Palacios | Honduras       | nt              | 20.40 |       |
| Medalha de bronze | Sam Effah             | Canadá         | 0.200           | 20.95 |       |
| 4                 | Trey Harts            | Estados Unidos | 0.440           | 21.39 |       |
| 5                 | Jonathan Davis        | Bahamas        | 0.137           | 21.78 |       |
| 6                 | Gavin Smellie         | Canadá         | 0.142           | DNF   |       |

### 400 metros
| Posição | Bateria | Atleta              | Nacionalidade            | Tempo de reação | Tempo | Notas |
| ------- | ------- | ------------------- | ------------------------ | --------------- | ----- | ----- |
| 1       | 1       | Lejerald Betters    | Estados Unidos           |                 | 46.56 | Q     |
| 2       | 2       | Jamil Hubbard       | Estados Unidos           |                 | 46.57 | Q     |
| 3       | 2       | Kelvin Herrera      | República Dominicana     |                 | 46.64 | Q     |
| 4       | 1       | Tabarie Henry       | U.S. Ilhas Virgens       |                 | 46.77 | Q     |
| 5       | 1       | Michael Mason       | Jamaica                  |                 | 46.84 | Q     |
| 6       | 2       | Adam Johnson        | Canadá                   |                 | 47.39 | Q     |
| 7       | 2       | Riker Hylton        | Jamaica                  |                 | 47.47 | q     |
| 8       | 1       | Ramón Frias         | República Dominicana     |                 | 47.49 | q     |
| 9       | 1       | Ramon Miller        | Bahamas                  |                 | 48.78 |       |
| 10      | 1       | Erick García        | México                   |                 | 48.80 |       |
| 11      | 2       | Hans Villagrán      | Guatemala                |                 | 48.84 |       |
| 12      | 2       | Javier Carrasco     | México                   |                 | 49.03 |       |
| 13      | 1       | Charmant Ollivierre | São Vicente e Granadinas |                 | 51.52 |       |

| Posição           | Atleta           | Nacionalidade        | Tempo de reação | Tempo | Notas |
| ----------------- | ---------------- | -------------------- | --------------- | ----- | ----- |
| Medalha de ouro   | Lejerald Betters | Estados Unidos       | 0.204           | 44.75 |       |
| Medalha de prata  | Tabarie Henry    | U.S. Ilhas Virgens   | 0.199           | 45.37 |       |
| Medalha de bronze | Jamil Hubbard    | Estados Unidos       | 0.197           | 45.96 |       |
| 4                 | Riker Hylton     | Jamaica              | 0.197           | 46.30 |       |
| 5                 | Michael Mason    | Jamaica              | 0.174           | 46.43 |       |
| 6                 | Kelvin Herrera   | República Dominicana | 0.184           | 46.65 |       |
| 7                 | Ramón Frias      | República Dominicana | 0.171           | 46.93 |       |
| 8                 | Adam Johnson     | Canadá               | 0.196           | 48.45 |       |

### 800 metros
| Posição | Bateria | Atleta           | Nacionalidade        | Tempo   | Notas |
| ------- | ------- | ---------------- | -------------------- | ------- | ----- |
| 1       | 1       | Carlos Phillips  | Estados Unidos       | 1:49.71 | Q     |
| 2       | 2       | Rob Novak        | Estados Unidos       | 1:53.89 | Q     |
| 3       | 1       | Tayron Reyes     | República Dominicana | 1:50.52 | Q     |
| 4       | 2       | Osbaldo Chávez   | México               | 1:54.59 | Q     |
| 5       | 1       | Terry Charles    | U.S. Ilhas Virgens   | 1:50.90 | Q     |
| 6       | 2       | Andre Drummond   | Jamaica              | 1:55.87 | Q     |
| 7       | 1       | Alberto González | México               | 1:52.07 | q     |
| 8       | 1       | Scott Emberley   | Canadá               | 1:56.53 | q     |
| 9       | 1       | Camilo Quevedo   | Guatemala            | 1:56.58 |       |
| 10      | 2       | Carlos Álvarez   | Guatemala            | 1:57.76 |       |
| 11      | 2       | Edwin Duval      | República Dominicana | 1:58.97 |       |
| 12      | 2       | Hugo Céspedes    | Costa Rica           | 2:04.23 |       |

| Posição           | Atleta           | Nacionalidade        | Tempo   | Notas |
| ----------------- | ---------------- | -------------------- | ------- | ----- |
| Medalha de ouro   | Rob Novak        | Estados Unidos       | 1:50.22 |       |
| Medalha de prata  | Tayron Reyes     | República Dominicana | 1:50.31 |       |
| Medalha de bronze | Carlos Phillips  | Estados Unidos       | 1:50.51 |       |
| 4                 | Andre Drummond   | Jamaica              | 1:50.67 |       |
| 5                 | Osbaldo Chávez   | México               | 1:51.03 |       |
| 6                 | Alberto González | México               | 1:51.75 |       |
| 7                 | Scott Emberley   | Canadá               | 1:55.98 |       |
| 8                 | Terry Charles    | U.S. Ilhas Virgens   | DNF     |       |

### 1.500 metros
Final

| Posição           | Atleta           | Nacionalidade        | Tempo   | Notas |
| ----------------- | ---------------- | -------------------- | ------- | ----- |
| Medalha de ouro   | Josué Ramírez    | México               | 3:51.52 |       |
| Medalha de prata  | Andrew Acosta    | Estados Unidos       | 3:52.17 |       |
| Medalha de bronze | Diego Borrego    | México               | 3:55.70 |       |
| 4                 | Scott Emberley   | Canadá               | 3:56.19 |       |
| 5                 | Carlos Álvarez   | Guatemala            | 4:09.74 |       |
| 6                 | Jeff See         | Estados Unidos       | 4:11.21 |       |
| 7                 | Edwin Duval      | República Dominicana | 4:26.97 |       |
| 8                 | Carlos Chavarría | Costa Rica           | 4:50.92 |       |

### 5.000 metros
Final

| Posição           | Atleta            | Nacionalidade | Tempo    | Notas |
| ----------------- | ----------------- | ------------- | -------- | ----- |
| Medalha de ouro   | José Mireles      | México        | 15:10.96 |       |
| Medalha de prata  | Aldo Vega         | México        | 15:22.32 |       |
| Medalha de bronze | Estuardo Palacios | Guatemala     | 16:07.87 |       |
| 4                 | Jeremias Saloj    | Guatemala     | 16:31.68 |       |

### 10.000 metros
Final

| Posição           | Atleta           | Nacionalidade | Tempo    | Notas |
| ----------------- | ---------------- | ------------- | -------- | ----- |
| Medalha de ouro   | Ismael Mondragón | México        | 32:10.86 |       |
| Medalha de prata  | Isaul Hernández  | México        | 32:34.51 |       |
| Medalha de bronze | Jeremias Saloj   | Guatemala     | 33:49.30 |       |
| 4                 | Deyner Sánchez   | Costa Rica    | 37:52.62 |       |

### 110 metros barreiras
Final

Vento: -1.0 m/s
| Posição           | Atleta             | Nacionalidade        | Tempo de reação | Tempo | Notas |
| ----------------- | ------------------ | -------------------- | --------------- | ----- | ----- |
| Medalha de ouro   | Jason Richardson   | Estados Unidos       | 0.204           | 13.32 |       |
| Medalha de prata  | Ryan Brathwaite    | Barbados             | 0.168           | 13.50 |       |
| Medalha de bronze | Ronnie Ash         | Estados Unidos       | 0.236           | 13.72 |       |
| 4                 | Kallinka Pitt      | Jamaica              | 0.167           | 14.04 |       |
| 5                 | Ramón Sosa         | República Dominicana | 0.162           | 15.11 |       |
| 6                 | Alberto Cabanillas | México               | 0.209           | 15.17 |       |
| 7                 | Leonel Villagómez  | México               | 0.178           | 16.14 |       |

### 400 metros barreiras
Final

| Posição           | Atleta             | Nacionalidade        | Tempo de reação | Tempo | Notas |
| ----------------- | ------------------ | -------------------- | --------------- | ----- | ----- |
| Medalha de ouro   | Justin Gaymon      | Estados Unidos       | 0.203           | 49.50 |       |
| Medalha de prata  | Nicholas Robinson  | Estados Unidos       | 0.192           | 50.74 |       |
| Medalha de bronze | Camilo Quevedo     | Guatemala            | 0.186           | 51.92 |       |
| 4                 | Allan Ayala        | Guatemala            | 0.214           | 52.05 |       |
| 5                 | José Luis Cevallos | México               | 0.204           | 52.28 |       |
| 6                 | Ronald Severino    | República Dominicana | 0.232           | 53.61 |       |
| 7                 | Rowan Gooden       | Jamaica              | 0.232           | 53.91 |       |
| 8                 | Omar González      | México               | 0.175           | 55.58 |       |

### 3.000 metros com obstáculos
Final

| Posição           | Atleta           | Nacionalidade  | Tempo    | Notas |
| ----------------- | ---------------- | -------------- | -------- | ----- |
| Medalha de ouro   | Josafat González | México         | 9:15.04  |       |
| Medalha de prata  | Kyle Heath       | Estados Unidos | 9:24.52  |       |
| Medalha de bronze | Aarón Arias      | México         | 9:38.82  |       |
| 4                 | Henry Miller     | Estados Unidos | 10:59.14 |       |
| 5                 | Alex Genest      | Canadá         | DNF      |       |

### Revezamento 4x100 m
Final

| Posição           | Nacionalidade        | Atletas                                                                   | Tempo de reação | Tempo | Notas |
| ----------------- | -------------------- | ------------------------------------------------------------------------- | --------------- | ----- | ----- |
| Medalha de ouro   | Estados Unidos       | Jeremy Hall Teddy Williams Christopher Dykes James Samuels                | 0.149           | 38.39 |       |
| Medalha de prata  | Canadá               | Shannon King Adam Johnson Gavin Smellie Sam Effah                         | 0.150           | 39.31 |       |
| Medalha de bronze | Ilhas Cayman         | Adolphus Rhymiech Tyrell Cuffy Carl Morgan Carlos Morgan                  | 0.177           | 39.68 |       |
| 4                 | Jamaica              | Tarik Edwards Riker Hylton Theo Bennett Jesse Saunders                    | 0.138           | 39.95 |       |
| 5                 | República Dominicana | Ángel Marte Gustavo Cuesta Joel Hernández Carlos Rafael Jorge             | 0.178           | 40.87 |       |
| 6                 | México               | Pablo Jiménez José Carlos Herrera Marco Antonio Pacheco Arturo Bustamante | 0.158           | 40.94 |       |

### Revezamento 4x400 m
Final

| Posição           | Nacionalidade        | Atletas                                                               | Tempo de reação | Tempo   | Notas |
| ----------------- | -------------------- | --------------------------------------------------------------------- | --------------- | ------- | ----- |
| Medalha de ouro   | Jamaica              | Riker Hylton Theo Bennett Michael Mason Tarik Edwards                 | 0.201           | 3:05.61 |       |
| Medalha de prata  | República Dominicana | Kelvin Herrera Tayron Reyes Joel Hernández Ramón Frias                | 0.214           | 3:05.80 |       |
| Medalha de bronze | México               | Javier Carrasco Erick García Osbaldo Chávez Víctor Gómez              | 0.196           | 3:13.83 |       |
| 4                 | Guatemala            | Hans Villagrán Patrick Holwerda Allan Ayala Camilo Quevedo            | 0.289           | 3:13.83 |       |
| 5                 | Estados Unidos       | Jamil Hubbard Justin Gaymon Lejerald Betters Quentin Iglehart-Summers | 0.249           | 3:18.56 |       |

### 20 km marcha atlética
Final

| Posição           | Atleta           | Nacionalidade  | Tempo      | Notas |
| ----------------- | ---------------- | -------------- | ---------- | ----- |
| Medalha de ouro   | Eder Sánchez     | México         | 1:30:46.78 |       |
| Medalha de prata  | David Mejía      | México         | 1:31:41.19 |       |
| Medalha de bronze | Aníbal Paau      | Guatemala      | 1:35:38.20 |       |
| 4                 | Inaki Gomez      | Canadá         | 1:36:08.82 |       |
| 5                 | Jared Swehosky   | Estados Unidos | 1:44:58.85 |       |
| 6                 | Chris Teigtmeier | Estados Unidos | DNF        |       |

### Salto em altura
Final

| Posição           | Atleta           | Nacionalidade  | Resultado | Notas |
| ----------------- | ---------------- | -------------- | --------- | ----- |
| Medalha de ouro   | Joe Kindred      | Estados Unidos | 2.27m     |       |
| Medalha de prata  | Darvin Edwards   | Santa Lúcia    | 2.23m     |       |
| Medalha de bronze | Jamal Wilson     | Bahamas        | 2.23m     |       |
| 4                 | Jorge Rouco      | México         | 2.13m     |       |
| 5                 | Scott Sellers    | Estados Unidos | 2.10m     |       |
| 6                 | Daniel Mondragón | México         | 2.00m     |       |
| 7                 | Perry Anglin     | Ilhas Cayman   | 2.00m     |       |
| 8                 | David Edwards    | Jamaica        | NM        |       |

### Salto com vara
Final

| Posição           | Atleta          | Nacionalidade        | Tentativa | Tentativa | Tentativa | Tentativa | Tentativa | Tentativa | Tentativa | Tentativa | Tentativa | Tentativa | Tentativa | Tentativa | Tentativa | Tentativa | Resultado | Notas |
| Posição           | Atleta          | Nacionalidade        | 3.70      | 3.80      | 3.90      | 4.50      | 4.60      | 4.70      | 4.80      | 4.95      | 5.00      | 5.10      | 5.20      | 5.35      | 5.50      | 5.61      | Resultado | Notas |
| ----------------- | --------------- | -------------------- | --------- | --------- | --------- | --------- | --------- | --------- | --------- | --------- | --------- | --------- | --------- | --------- | --------- | --------- | --------- | ----- |
| Medalha de ouro   | Jordan Scott    | Estados Unidos       | -         | -         | -         | -         | -         | -         | -         | -         | xo        | o         | o         | xo        | xo        | xxx       | 5.50m     |       |
| Medalha de prata  | Paul Greeley    | Estados Unidos       | -         | -         | -         | -         | -         | -         | -         | -         | xo        | o         | xo        | xxx       |           |           | 5.20m     |       |
| Medalha de bronze | Taylor Petrucha | Canadá               | -         | -         | -         | -         | o         | -         | o         | xo        | -         | o         | xxx       |           |           |           | 5.10m     |       |
| 4                 | Moises Gómez    | México               | -         | -         | -         | o         | -         | xxx       |           |           |           |           |           |           |           |           | 4.50m     |       |
| 5                 | Gamalier Semeis | República Dominicana | o         | o         | xxx       |           |           |           |           |           |           |           |           |           |           |           | 3.80m     |       |
| 9                 | José Montaño    | México               | -         | -         | -         | -         | -         | -         | xxx       |           |           |           |           |           |           |           | NH        |       |

### Salto em comprimento
Final

| Posição           | Atleta              | Nacionalidade         | Tentativa   | Tentativa   | Tentativa   | Tentativa   | Tentativa   | Tentativa   | Resultado   | Notas |
| Posição           | Atleta              | Nacionalidade         | 1           | 2           | 3           | 4           | 5           | 6           | Resultado   | Notas |
| ----------------- | ------------------- | --------------------- | ----------- | ----------- | ----------- | ----------- | ----------- | ----------- | ----------- | ----- |
| Medalha de ouro   | Matt Turner         | Estados Unidos        | x           | x           | 7.92m (NWI) | 7.96m (NWI) | 7.92m (NWI) | 7.92m (NWI) | 7.96m (NWI) |       |
| Medalha de prata  | Andre Black         | Estados Unidos        | 7.71m (NWI) | x           | 7.61m (NWI) | 7.59m (NWI) | 7.44m (NWI) | 7.83m (NWI) | 7.83m (NWI) |       |
| Medalha de bronze | Carlos Rafael Jorge | República Dominicana  | 7.61m (NWI) | 5.63m (NWI) | 7.37m (NWI) | 7.59m (NWI) | 7.61m (NWI) | 7.40m (NWI) | 7.61m (NWI) |       |
| 4                 | Carl Morgan         | Ilhas Cayman          | x           | x           | 7.46m (NWI) | x           | x           | 7.44m (NWI) | 7.46m (NWI) |       |
| 5                 | Arturo Bustamante   | México                | 7.06m (NWI) | 7.17m (NWI) | 7.26m (NWI) | 7.01m (NWI) | 7.23m (NWI) | 7.36m (NWI) | 7.36m (NWI) |       |
| 6                 | Carlos Morgan       | Ilhas Cayman          | 7.26m (NWI) | x           | 7.21m (NWI) | x           | x           | 7.13m (NWI) | 7.26m (NWI) |       |
| 7                 | Leon Hunt           | U.S. Ilhas Virgens    | 6.95m (NWI) | 6.72m (NWI) | x           | 6.87m (NWI) | 7.07m (NWI) | x           | 7.07m (NWI) |       |
| 8                 | Calvert Chiverton   | São Cristóvão e Nevis | 6.99m (NWI) | x           | x           | 6.70m (NWI) | 6.97m (NWI) | 7.01m (NWI) | 7.01m (NWI) |       |
|                   |                     |                       |             |             |             |             |             |             |             |       |
| 9                 | Rudon Bastian       | Bahamas               | x           | x           | 6.92m (NWI) |             |             |             | 6.92m (NWI) |       |
| 10                | Lenniel Warner      | São Cristóvão e Nevis | 6.75m (NWI) | x           | 6.59m (NWI) |             |             |             | 6.75m (NWI) |       |
| 11                | Marvin García       | Guatemala             | 6.37m (NWI) | x           | x           |             |             |             | 6.37m (NWI) |       |
| 12                | Kessel Carson       | Honduras              | x           | x           | 6.23m (NWI) |             |             |             | 6.23m (NWI) |       |

### Salto triplo
Final

| Posição           | Atleta           | Nacionalidade      | Resultado         | Notas |
| ----------------- | ---------------- | ------------------ | ----------------- | ----- |
| Medalha de ouro   | Andre Black      | Estados Unidos     | 15.91m (+1.2 m/s) |       |
| Medalha de prata  | Nkosinza Balambu | Estados Unidos     | 15.78m (-1.8 m/s) |       |
| Medalha de bronze | Carl Morgan      | Ilhas Cayman       | 15.76m (+0.9 m/s) |       |
| 4                 | Jair Cadenas     | México             | 15.39m (+0.0 m/s) |       |
| 5                 | Antillio Bastian | Bahamas            | 15.38m (+0.0 m/s) |       |
| 6                 | Lamar Delaney    | Bahamas            | 15.21m (+1.0 m/s) |       |
| 7                 | Marvin García    | Guatemala          | 14.66m (+1.1 m/s) |       |
| 8                 | Iván Galván      | México             | 13.97m (+0.0 m/s) |       |
| 9                 | Leon Hunt        | U.S. Ilhas Virgens | 13.64m (+0.0 m/s) |       |

### Arremesso de peso
Final

| Posição           | Atleta        | Nacionalidade  | Tentativa | Tentativa | Tentativa | Tentativa | Tentativa | Tentativa | Resultado | Notas |
| Posição           | Atleta        | Nacionalidade  | 1         | 2         | 3         | 4         | 5         | 6         | Resultado | Notas |
| ----------------- | ------------- | -------------- | --------- | --------- | --------- | --------- | --------- | --------- | --------- | ----- |
| Medalha de ouro   | Ryan Whiting  | Estados Unidos | 18.30m    | 18.40m    | 18.73m    | x         | x         | 19.46m    | 19.46m    |       |
| Medalha de prata  | John Hickey   | Estados Unidos | 17.97m    | 17.75m    | 17.34m    | x         | 17.71m    | x         | 17.97m    |       |
| Medalha de bronze | Raymond Brown | Jamaica        | 16.41m    | 16.46m    | 16.95m    | 16.71m    | 16.95m    | 16.87m    | 16.95m    |       |
| 4                 | Aarón Valadéz | México         | 14.26m    | x         | x         | 15.62m    | 16.79m    | 16.55m    | 16.79m    |       |
| 5                 | Mario Ramos   | México         | 15.81m    | 15.44m    | 15.86m    | 15.68m    | 16.07m    | 15.45m    | 16.07m    |       |

### Lançamento de disco
Final

| Posição           | Atleta          | Nacionalidade            | Tentativa | Tentativa | Tentativa | Tentativa | Tentativa | Tentativa | Resultado | Notas |
| Posição           | Atleta          | Nacionalidade            | 1         | 2         | 3         | 4         | 5         | 6         | Resultado | Notas |
| ----------------- | --------------- | ------------------------ | --------- | --------- | --------- | --------- | --------- | --------- | --------- | ----- |
| Medalha de ouro   | Matt Lamb       | Estados Unidos           | 57.56m    | 56.89m    | 58.70m    | 58.24m    | 57.16m    | x         | 58.70m    |       |
| Medalha de prata  | Ryan Whiting    | Estados Unidos           | 49.37m    | x         | 52.90m    | x         | 53.47m    | x         | 53.47m    |       |
| Medalha de bronze | Adonson Shallow | São Vicente e Granadinas | 49.94m    | x         | 48.92m    | x         | 50.91m    | 49.39m    | 50.91m    |       |
| 4                 | Jesús Barragán  | México                   | 40.91m    | x         | x         | x         | 45.17m    | 43.78m    | 45.17m    |       |

### Lançamento de martelo
Final

| Posição           | Atleta            | Nacionalidade  | Tentativa | Tentativa | Tentativa | Tentativa | Tentativa | Tentativa | Resultado | Notas |
| Posição           | Atleta            | Nacionalidade  | 1         | 2         | 3         | 4         | 5         | 6         | Resultado | Notas |
| ----------------- | ----------------- | -------------- | --------- | --------- | --------- | --------- | --------- | --------- | --------- | ----- |
| Medalha de ouro   | Sean Steacy       | Canadá         | 61.17m    | 63.44m    | 61.66m    | 62.87m    | 65.30m    | 62.23m    | 65.30m    |       |
| Medalha de prata  | John Freeman      | Estados Unidos | 60.78m    | x         | x         | x         | 63.70m    | 61.80m    | 63.70m    |       |
| Medalha de bronze | Matt Wauters      | Estados Unidos | 57.54m    | 57.71m    | 58.56m    | 58.73m    | 58.06m    | 59.61m    | 59.61m    |       |
| 4                 | Castulo Gamboa    | México         | x         | 53.16m    | 54.53m    | 55.14m    | 54.84m    | 50.89m    | 55.14m    |       |
| 5                 | Javier Villarreal | México         | x         | x         | x         | 52.32m    | 49.73m    | x         | 52.32m    |       |
| 6                 | Brad Millar       | Canadá         | x         | x         | x         | x         | x         | x         | NM        |       |

### Lançamento de dardo
Final

| Posição           | Atleta           | Nacionalidade  | Tentativa | Tentativa | Tentativa | Tentativa | Tentativa | Tentativa | Resultado | Notas |
| Posição           | Atleta           | Nacionalidade  | 1         | 2         | 3         | 4         | 5         | 6         | Resultado | Notas |
| ----------------- | ---------------- | -------------- | --------- | --------- | --------- | --------- | --------- | --------- | --------- | ----- |
| Medalha de ouro   | Chris Hill       | Estados Unidos | 64.22m    | 72.80m    | 69.79m    | 72.77m    | 73.71m    | 80.51m    | 80.51m    |       |
| Medalha de prata  | Corey White      | Estados Unidos | 73.06m    | 70.08m    | 72.56m    | 67.32m    | 78.52m    | 77.04m    | 78.52m    |       |
| Medalha de bronze | Juan José Méndez | México         | 58.52m    | 63.89m    | 61.83m    | 65.34m    | 64.83m    | 69.67m    | 69.67m    |       |
| 4                 | Albert Reynolas  | Santa Lúcia    | x         | 59.44m    | 64.27m    | 58.61m    | x         | 60.53m    | 64.27m    |       |

### Decatlo
Final

| Pos.              | Atleta          | Nacionalidade        | 100 m               | SD                 | AP            | SA           | 400 m        | 110 m C/B           | AD            | SV           | LD            | 1500 m         | PG   | Notas |
| ----------------- | --------------- | -------------------- | ------------------- | ------------------ | ------------- | ------------ | ------------ | ------------------- | ------------- | ------------ | ------------- | -------------- | ---- | ----- |
| Medalha de ouro   | Raven Cepeda    | Estados Unidos       | 11.00 (-1.4) 861pts | 6.96m (NWI) 804pts | 13.70m 710pts | 1.94m 749pts | 50.67 784pts | 14.57 (-0.1) 902pts | 39.75m 659pts | 5.00m 910pts | 49.33m 579pts | 5:02.34 546pts | 7504 |       |
| Medalha de prata  | Nick Adcock     | Estados Unidos       | 11.10 (-1.4) 838pts | 7.14m (NWI) 847pts | 13.29m 685pts | 2.12m 915pts | 49.41 842pts | 14.63 (-0.1) 895pts | 32.85m 521pts | 4.30m 702pts | 55.29m 667pts | 5:21.49 442pts | 7354 |       |
| Medalha de bronze | Reid Gustafson  | Canadá               | 11.39 (-1.4) 776pts | 6.98m (NWI) 809pts | 12.27m 623pts | 1.94m 749pts | 49.91 819pts | 16.14 (-0.1) 717pts | 33.21m 528pts | 4.30m 702pts | 60.13m 740pts | 5:11.36 496pts | 6959 |       |
| 4                 | Darwin Colón    | Honduras             | 10.95 (-1.4) 872pts | 7.03m (NWI) 821pts | 12.90m 661pts | 1.94m 749pts | 53.43 663pts | 15.09 (-0.1) 839pts | 42.60m 718pts | 3.40m 457pts | 42.70m 481pts | 5:52.74 294pts | 6555 |       |
| 5                 | Rodrigo Sagaón  | México               | 11.18 (-1.4) 821pts | 5.77m (NWI) 537pts | 11.28m 563pts | 1.73m 569pts | 49.81 823pts | 16.49 (-0.1) 679pts | 32.99m 524pts | 3.30m 431pts | 48.09m 560pts | 4:56.65 579pts | 6086 |       |
| 6                 | Gamalier Semeis | República Dominicana | 11.75 (-1.4) 701pts | 6.21m (NWI) 632pts | 12.04m 609pts | 1.91m 723pts | 57.22 513pts | 17.16 (-0.1) 608pts | 34.93m 562pts | 4.10m 645pts | 47.41m 550pts | DNF 0pts       | 5543 |       |
| 7                 | Alexander Evans | Belize               | 13.19 (-1.4) 436pts | 5.27m (NWI) 435pts | 10.44m 512pts | 1.73m 569pts | DNF 0pts     | DNF 0pts            | 28.54m 436pts |              |               |                | DNF  |       |

## Resultado feminino

### 100 metros
| Posição | Bateria | Atleta             | Nacionalidade        | Tempo de reação | Tempo | Notas |
| ------- | ------- | ------------------ | -------------------- | --------------- | ----- | ----- |
| 1       | 1       | Schillonie Calvert | Jamaica              |                 | 11.41 | Q     |
| 2       | 2       | Tawanna Meadows    | Estados Unidos       |                 | 11.43 | Q     |
| 3       | 1       | Scottesha Miller   | Estados Unidos       |                 | 11.53 | Q     |
| 4       | 2       | Samantha Henry     | Jamaica              |                 | 11.61 | Q     |
| 5       | 1       | Barbara Pierre     | Haiti                |                 | 11.58 | Q     |
| 6       | 2       | Shakera Reece      | Barbados             |                 | 11.63 | Q     |
| 7       | 1       | Mariely Sánchez    | República Dominicana |                 | 11.78 | q     |
| 8       | 1       | Genevieve Thibault | Canadá               |                 | 11.84 | q     |
| 9       | 2       | Liann Kellman      | Barbados             |                 | 12.14 |       |
| 10      | 1       | Wendy Reynoso      | República Dominicana |                 | 12.20 |       |
| 11      | 2       | Kaina Martinez     | Belize               |                 | 12.31 |       |

| Posição           | Atleta             | Nacionalidade        | Tempo de reação | Tempo | Notas |
| ----------------- | ------------------ | -------------------- | --------------- | ----- | ----- |
| Medalha de ouro   | Schillonie Calvert | Jamaica              |                 | 11.24 |       |
| Medalha de prata  | Tawanna Meadows    | Estados Unidos       |                 | 11.36 |       |
| Medalha de bronze | Samantha Henry     | Jamaica              |                 | 11.39 |       |
| 4                 | Barbara Pierre     | Haiti                |                 | 11.45 |       |
| 5                 | Scottesha Miller   | Estados Unidos       |                 | 11.47 |       |
| 6                 | Shakera Reece      | Barbados             |                 | 11.60 |       |
| 7                 | Genevieve Thibault | Canadá               |                 | 11.66 |       |
| 8                 | Mariely Sánchez    | República Dominicana |                 | 11.75 |       |

### 200 metros
| Posição | Bateria | Atleta             | Nacionalidade        | Tempo de reação | Tempo | Notas |
| ------- | ------- | ------------------ | -------------------- | --------------- | ----- | ----- |
| 1       | 1       | Schillonie Calvert | Jamaica              | 0.222           | 23.31 | Q     |
| 2       | 2       | Leslie Cole        | Estados Unidos       | 0.224           | 23.75 | Q     |
| 3       | 1       | Mariely Sánchez    | República Dominicana | 0.173           | 23.68 | Q     |
| 4       | 2       | Amonn Nelson       | Canadá               | 0.173           | 23.78 | Q     |
| 5       | 1       | Scottesha Miller   | Estados Unidos       | 0.175           | 23.69 | Q     |
| 6       | 2       | Shakera Reece      | Barbados             | 0.200           | 24.14 | Q     |
| 7       | 1       | Liann Kellman      | Barbados             | 0.188           | 24.33 | q     |
| 8       | 2       | Mariana Rodríguez  | México               | 0.271           | 25.87 | q     |
| 9       | 1       | Diana Taylor       | República Dominicana | 0.240           | DNF   |       |

| Posição           | Atleta             | Nacionalidade        | Tempo de reação | Tempo | Notas |
| ----------------- | ------------------ | -------------------- | --------------- | ----- | ----- |
| Medalha de ouro   | Leslie Cole        | Estados Unidos       | 0.204           | 22.92 |       |
| Medalha de prata  | Schillonie Calvert | Jamaica              | 0.192           | 23.33 |       |
| Medalha de bronze | Mariely Sánchez    | República Dominicana | 0.190           | 23.50 |       |
| 4                 | Amonn Nelson       | Canadá               | 0.218           | 23.67 |       |
| 5                 | Shakera Reece      | Barbados             | nt              | 24.07 |       |
| 6                 | Liann Kellman      | Barbados             | 0.155           | 24.66 |       |

### 400 metros
| Posição | Bateria | Atleta                | Nacionalidade            | Tempo de reação | Tempo | Notas |
| ------- | ------- | --------------------- | ------------------------ | --------------- | ----- | ----- |
| 1       | 1       | Anastasia Le-Roy      | Jamaica                  |                 | 53.07 | Q     |
| 2       | 2       | Bobby-Gaye Wilkins    | Jamaica                  |                 | 53.17 | Q     |
| 3       | 1       | Nayeli Vela           | México                   |                 | 53.24 | Q     |
| 4       | 2       | Jenna Martin          | Canadá                   |                 | 53.51 | Q     |
| 5       | 1       | Kineke Alexander      | São Vicente e Granadinas |                 | 53.50 | Q     |
| 6       | 2       | María Teresa Rugueiro | México                   |                 | 53.99 | Q     |
| 7       | 1       | Francena McCorory     | Estados Unidos           |                 | 53.51 | q     |
| 8       | 2       | Brandi Cross          | Estados Unidos           |                 | 54.35 | q     |
| 9       | 2       | Raysa Sánchez         | República Dominicana     |                 | 56.81 |       |
| 10      | 1       | Samaria del Rosario   | República Dominicana     |                 | 57.09 |       |

| Posição           | Atleta                | Nacionalidade            | Tempo de reação | Tempo | Notas |
| ----------------- | --------------------- | ------------------------ | --------------- | ----- | ----- |
| Medalha de ouro   | Bobby-Gaye Wilkins    | Jamaica                  | 0.223           | 51.34 |       |
| Medalha de prata  | Anastasia Le-Roy      | Jamaica                  | 0.201           | 52.21 |       |
| Medalha de bronze | Jenna Martin          | Canadá                   | 0.185           | 52.45 |       |
| 4                 | Brandi Cross          | Estados Unidos           | 0.166           | 52.68 |       |
| 5                 | Nayeli Vela           | México                   | 0.276           | 53.08 |       |
| 6                 | Kineke Alexander      | São Vicente e Granadinas | 0.217           | 53.22 |       |
| 7                 | María Teresa Rugueiro | México                   | 0.186           | 53.57 |       |

### 800 metros
Final

| Posição           | Atleta              | Nacionalidade        | Tempo   | Notas |
| ----------------- | ------------------- | -------------------- | ------- | ----- |
| Medalha de ouro   | Geena Gall          | Estados Unidos       | 2:10.32 |       |
| Medalha de prata  | Ogbasilassie Lemlem | Canadá               | 2:10.64 |       |
| Medalha de bronze | Cristina Guevara    | México               | 2:10.93 |       |
| 4                 | Patrícia Oaxaca     | México               | 2:16.78 |       |
| 5                 | Deyanira Díaz       | República Dominicana | 2:17.40 |       |
| 6                 | Anecia Williams     | U.S. Ilhas Virgens   | 2:23.52 |       |

### 1.500 metros
Final

| Posição           | Atleta          | Nacionalidade  | Tempo   | Notas |
| ----------------- | --------------- | -------------- | ------- | ----- |
| Medalha de ouro   | Nicole Edwards  | Canadá         | 4:36.27 |       |
| Medalha de prata  | Lauren Hagens   | Estados Unidos | 4:36.50 |       |
| Medalha de bronze | Anayeli Navarro | México         | 4:48.86 |       |

### 5.000 metros
Final

| Posição         | Atleta         | Nacionalidade  | Tempo    | Notas |
| --------------- | -------------- | -------------- | -------- | ----- |
| Medalha de ouro | Gwen Jorgensen | Estados Unidos | 18:04.56 |       |

### 10.000 metros
Final

| Posição          | Atleta           | Nacionalidade  | Tempo    | Notas |
| ---------------- | ---------------- | -------------- | -------- | ----- |
| Medalha de ouro  | Meghan Armstrong | Estados Unidos | 37:31.28 |       |
| Medalha de prata | Morgan Haws      | Estados Unidos | 37:33.42 |       |

### 100 metros barreiras
Final

Vento: -0.6 m/s
| Posição           | Atleta          | Nacionalidade  | Tempo de reação | Tempo | Notas |
| ----------------- | --------------- | -------------- | --------------- | ----- | ----- |
| Medalha de ouro   | Tiffany Ofili   | Estados Unidos | 0.146           | 12.82 |       |
| Medalha de prata  | Kristi Castlin  | Estados Unidos | 0.198           | 13.21 |       |
| Medalha de bronze | Latoya Greaves  | Jamaica        | 0.186           | 13.51 |       |
| 4                 | Jeimy Bernárdez | Honduras       | 0.161           | 13.83 |       |
| 5                 | Carla Rodríguez | México         | 0.171           | 14.13 |       |
| 6                 | Diana Morette   | México         | 0.153           | 14.28 |       |

### 400 metros barreiras
Final

| Posição           | Atleta           | Nacionalidade        | Tempo de reação | Tempo   | Notas |
| ----------------- | ---------------- | -------------------- | --------------- | ------- | ----- |
| Medalha de ouro   | Nickiesha Wilson | Jamaica              | 0.388           | 55.78   |       |
| Medalha de prata  | Nicole Leach     | Estados Unidos       | 0.284           | 57.05   |       |
| Medalha de bronze | Yolanda Osana    | República Dominicana | 0.256           | 58.74   |       |
| 4                 | Danielle Brown   | Estados Unidos       | 0.281           | 59.75   |       |
| 5                 | Karla Saviñón    | México               | 0.242           | 59.98   |       |
| 6                 | Carla Rodríguez  | México               | 0.348           | 1:03.62 |       |
| 7                 | Judith Riley     | Jamaica              | 0.297           | 1:06.34 |       |

### 3.000 metros com obstáculos
Final

| Posição           | Atleta           | Nacionalidade  | Tempo    | Notas |
| ----------------- | ---------------- | -------------- | -------- | ----- |
| Medalha de ouro   | Nicole Bush      | Estados Unidos | 10:42.17 |       |
| Medalha de prata  | Bridget Franek   | Estados Unidos | 11:12.65 |       |
| Medalha de bronze | Carolyn Ellis    | Canadá         | 11:49.78 |       |
| 4                 | Ana Rosa Murillo | México         | 12:25.92 |       |
| 5                 | Kathia García    | México         | DNF      |       |

### Revezamento 4x100 m
Final

| Posição           | Nacionalidade        | Atletas                                                            | Tempo de reação | Tempo | Notas |
| ----------------- | -------------------- | ------------------------------------------------------------------ | --------------- | ----- | ----- |
| Medalha de ouro   | Estados Unidos       | Jessica Onyepunuka Tawanna Meadows Lynne Layne Scottesha Miller    | 0.220           | 43.64 |       |
| Medalha de prata  | Jamaica              | Samantha Henry Latoya Greaves Schillonie Calvert Anastasia Le-Roy  | 0.183           | 43.73 |       |
| Medalha de bronze | República Dominicana | Fanny Chalas Yolanda Osana Wendy Reynoso Mariely Sánchez           | 0.197           | 46.23 |       |
| 4                 | México               | Yesenia Villarreal Diana Morette Mariana Rodríguez Carla Rodríguez | 0.172           | 48.25 |       |

### Revezamento 4x400 m
Final

| Posição           | Nacionalidade        | Atletas                                                            | Tempo de reação | Tempo   | Notas |
| ----------------- | -------------------- | ------------------------------------------------------------------ | --------------- | ------- | ----- |
| Medalha de ouro   | Jamaica              | Christine Day Bobby-Gaye Wilkins Anastasia Le-Roy Nickiesha Wilson | 0.201           | 3:27.46 |       |
| Medalha de prata  | Estados Unidos       | Brandi Cross Kenyatta Coleman Danielle Brown Nicole Leach          | 0.226           | 3:28.25 |       |
| Medalha de bronze | Canadá               | Jenna Martin Nicole Edwards Ogbasilassie Lemlem Amonn Nelson       | 0.254           | 3:35.26 |       |
| 4                 | México               | Nayeli Vela María Teresa Rugueiro Cristina Guevara Karla Saviñón   | 0.265           | 3:36.41 |       |
| 5                 | República Dominicana | Samaria del Rosario Alicia Zapata Raysa Sánchez Yolanda Osana      | 0.267           | 3:50.97 |       |

### 10 km marcha atlética
Final

| Posição           | Atleta                | Nacionalidade  | Tempo      | Notas |
| ----------------- | --------------------- | -------------- | ---------- | ----- |
| Medalha de ouro   | María de la Luz Pérez | México         | 49:50.63   |       |
| Medalha de prata  | Tatiana González      | México         | 49:57.22   |       |
| Medalha de bronze | Le'erin Voss          | Estados Unidos | 55:39.66   |       |
| 4                 | Christina Peters      | Estados Unidos | 59:37.58   |       |
| 5                 | María Fernanda Arias  | Costa Rica     | 1:04:40.30 |       |

### Salto em altura
Final

| Posição           | Atleta              | Nacionalidade  | Tentativa | Tentativa | Tentativa | Tentativa | Tentativa | Tentativa | Tentativa | Tentativa | Resultado | Notas |
| Posição           | Atleta              | Nacionalidade  | 1.60      | 1.65      | 1.70      | 1.73      | 1.76      | 1.79      | 1.82      | 1.85      | Resultado | Notas |
| ----------------- | ------------------- | -------------- | --------- | --------- | --------- | --------- | --------- | --------- | --------- | --------- | --------- | ----- |
| Medalha de ouro   | Jillian Drouin      | Canadá         | -         | -         | -         | -         | o         | -         | -         | xo        | 1.85m     |       |
| Medalha de prata  | Rebecca Christensen | Estados Unidos | -         | -         | -         | o         | -         | o         | o         | xxx       | 1.82m     |       |
| Medalha de bronze | Fabiola Ayala       | México         | -         | -         | o         | o         | xo        | o         |           |           | 1.79m     |       |
| 4                 | Alejandra Gómez     | Costa Rica     | o         | o         | o         | o         | xxo       | xxx       |           |           | 1.76m     |       |
| 5                 | Paola Fuentes       | México         | -         | -         | xo        | o         | xxo       | xxx       |           |           | 1.76m     |       |

### Salto com vara
Final

| Posição           | Atleta            | Nacionalidade  | Tentativa | Tentativa | Tentativa | Tentativa | Tentativa | Tentativa | Tentativa | Tentativa | Tentativa | Tentativa | Tentativa | Tentativa | Tentativa | Resultado | Notas |
| Posição           | Atleta            | Nacionalidade  | 3.20      | 3.30      | 3.40      | 3.50      | 3.60      | 3.70      | 3.80      | 3.90      | 4.00      | 4.10      | 4.25      | 4.35      | 4.40      | Resultado | Notas |
| ----------------- | ----------------- | -------------- | --------- | --------- | --------- | --------- | --------- | --------- | --------- | --------- | --------- | --------- | --------- | --------- | --------- | --------- | ----- |
| Medalha de ouro   | Katie Stripling   | Estados Unidos | -         | -         | -         | -         | -         | o         | o         | o         | o         | o         | xo        | xo        | xxx       | 4.35m     |       |
| Medalha de prata  | Heather Hamilton  | Canadá         | -         | -         | -         | -         | -         | o         | o         | o         | xo        | xxx       |           |           |           | 4.00m     |       |
| Medalha de bronze | Leah Vause        | Canadá         | -         | -         | -         | -         | -         | -         | xxo       | o         | xo        | xxx       |           |           |           | 4.00m     |       |
| 4                 | Carmelita Correa  | México         | -         | -         | xo        | o         | o         | xxx       |           |           |           |           |           |           |           | 3.60m     |       |
| 5                 | Pamela Villagómez | México         | o         | xxx       |           |           |           |           |           |           |           |           |           |           |           | 3.20m     |       |
| 6                 | Stephanie Bagan   | Estados Unidos | -         | -         | -         | -         | -         | xxx       |           |           |           |           |           |           |           | NH        |       |

### Salto em comprimento
Final

| Posição           | Atleta             | Nacionalidade        | Tentativa   | Tentativa   | Tentativa   | Tentativa   | Tentativa   | Tentativa   | Resultado   | Notas |
| Posição           | Atleta             | Nacionalidade        | 1           | 2           | 3           | 4           | 5           | 6           | Resultado   | Notas |
| ----------------- | ------------------ | -------------------- | ----------- | ----------- | ----------- | ----------- | ----------- | ----------- | ----------- | ----- |
| Medalha de ouro   | Joemi Maduka       | Estados Unidos       | 6.27m (NWI) | x           | 6.50m (NWI) | 6.41m (NWI) | 6.24m (NWI) | 6.66m (NWI) | 6.66m (NWI) |       |
| Medalha de prata  | Natasha Harvey     | Estados Unidos       | 6.54m (NWI) | 6.29m (NWI) | 6.14m (NWI) | 6.13m (NWI) | x           | 6.56m (NWI) | 6.56m (NWI) |       |
| Medalha de bronze | Bianca Stuart      | Bahamas              | 6.37m (NWI) | 6.32m (NWI) | 4.57m (NWI) | 6.12m (NWI) | x           | x           | 6.37m (NWI) |       |
| 4                 | Shara Proctor      | Anguila              | 6.16m (NWI) | 6.19m (NWI) | x           | 6.23m (NWI) | 6.16m (NWI) | 6.11m (NWI) | 6.23m (NWI) |       |
| 5                 | Fanny Chalas       | República Dominicana | 5.29m (NWI) | 5.52m (NWI) | x           | x           | 5.48m (NWI) | x           | 5.52m (NWI) |       |
| 6                 | Yesenia Villarreal | México               | 4.92m (NWI) | 5.31m (NWI) | 5.46m (NWI) | 5.38m (NWI) | 5.52m (NWI) | 5.24m (NWI) | 5.52m (NWI) |       |
| 7                 | Alejandra Curiel   | México               | x           | 5.33m (NWI) | 5.41m (NWI) | x           | 5.28m (NWI) | x           | 5.41m (NWI) |       |
| 8                 | Kaina Martinez     | Belize               | x           | x           | 5.02m (NWI) | 5.16m (NWI) | x           | x           | 5.16m (NWI) |       |

### Salto triplo
Final

| Posição           | Atleta             | Nacionalidade        | Tentativa    | Tentativa    | Tentativa    | Tentativa    | Tentativa    | Tentativa    | Resultado    | Notas |
| Posição           | Atleta             | Nacionalidade        | 1            | 2            | 3            | 4            | 5            | 6            | Resultado    | Notas |
| ----------------- | ------------------ | -------------------- | ------------ | ------------ | ------------ | ------------ | ------------ | ------------ | ------------ | ----- |
| Medalha de ouro   | Crystal Manning    | Estados Unidos       | 13.52m (NWI) | x            | x            | 13.52m (NWI) |              |              | 13.52m (NWI) |       |
| Medalha de prata  | Tamara Highsmith   | Estados Unidos       | 13.07m (NWI) | 12.80m (NWI) | 12.79m (NWI) | x            | x            | 13.11m (NWI) | 13.11m (NWI) |       |
| Medalha de bronze | Shara Proctor      | Anguila              | 13.04m (NWI) | 13.01m (NWI) | 12.90m (NWI) | 13.11m (NWI) | 12.95m (NWI) | 12.66m (NWI) | 13.11m (NWI) |       |
| 4                 | Yesenia Villarreal | México               | x            | 12.14m (NWI) | 12.49m (NWI) | 12.44m (NWI) | 12.23m (NWI) | 12.40m (NWI) | 12.49m (NWI) |       |
| 5                 | Jacqueline Triana  | México               | 11.82m (NWI) | 12.02m (NWI) | 12.31m (NWI) | 12.34m (NWI) | x            | 12.00m (NWI) | 12.34m (NWI) |       |
| 6                 | Oneida Valerio     | República Dominicana | 12.06m (NWI) | 12.27m (NWI) | 12.24m (NWI) | 11.79m (NWI) | 11.90m (NWI) | 12.27m (NWI) | 12.27m (NWI) |       |
| 7                 | Kay-De Vaughn      | Belize               | 11.65m (NWI) | 11.49m (NWI) | x            | 11.36m (NWI) | x            |              | 11.65m (NWI) |       |
| 8                 | Sharon Ruíz        | Costa Rica           | 11.41m (NWI) | 11.56m (NWI) | 11.28m (NWI) | 11.34m (NWI) | 11.36m (NWI) | 11.31m (NWI) | 11.56m (NWI) |       |

### Arremesso de peso
Final

| Posição           | Atleta         | Nacionalidade        | Tentativa | Tentativa | Tentativa | Tentativa | Tentativa | Tentativa | Resultado | Notas |
| Posição           | Atleta         | Nacionalidade        | 1         | 2         | 3         | 4         | 5         | 6         | Resultado | Notas |
| ----------------- | -------------- | -------------------- | --------- | --------- | --------- | --------- | --------- | --------- | --------- | ----- |
| Medalha de ouro   | Sara Stevens   | Estados Unidos       | 15.15m    | x         | 15.96m    | x         | 15.50m    | 16.04m    | 16.04m    |       |
| Medalha de prata  | Keisha Walkes  | Barbados             | 14.18m    | 14.84m    | 15.88m    | 15.98m    | 15.49m    | 15.46m    | 15.98m    |       |
| Medalha de bronze | Aja Evans      | Estados Unidos       | 15.34m    | 15.17m    | 15.10m    | 15.16m    | 15.16m    | 15.10m    | 15.34m    |       |
| 4                 | Laura Pulido   | México               | 10.61m    | 12.23m    | 13.38m    | x         | 12.71m    | 13.22m    | 13.38m    |       |
| 5                 | Irais Estrada  | México               | 12.59m    | 12.04m    | 12.10m    | x         | 12.52m    | 11.82m    | 12.59m    |       |
| 6                 | Fresa Núñez    | República Dominicana | x         | 10.97m    | 10.86m    | 11.30m    | 11.16m    | 11.28m    | 11.30m    |       |
| 7                 | Kandice Vaughn | Belize               | x         | 10.74m    | x         | 10.84m    | 11.08m    | x         | 11.08m    |       |

### Lançamento de disco
Final

| Posição           | Atleta         | Nacionalidade  | Tentativa | Tentativa | Tentativa | Tentativa | Tentativa | Tentativa | Resultado | Notas |
| Posição           | Atleta         | Nacionalidade  | 1         | 2         | 3         | 4         | 5         | 6         | Resultado | Notas |
| ----------------- | -------------- | -------------- | --------- | --------- | --------- | --------- | --------- | --------- | --------- | ----- |
| Medalha de ouro   | D'Andra Carter | Estados Unidos | 50.33m    | 52.92m    | x         | 50.69m    | 49.59m    | 51.85m    | 52.92m    |       |
| Medalha de prata  | Annie Hess     | Estados Unidos | 45.78m    | x         | 51.12m    | x         | 52.13m    | 51.51m    | 52.13m    |       |
| Medalha de bronze | Irais Estrada  | México         | x         | 42.00m    | 45.89m    | 44.89m    | 46.02m    | x         | 46.02m    |       |

### Lançamento de martelo
Final

| Posição           | Atleta       | Nacionalidade  | Tentativa | Tentativa | Tentativa | Tentativa | Tentativa | Tentativa | Resultado | Notas |
| Posição           | Atleta       | Nacionalidade  | 1         | 2         | 3         | 4         | 5         | 6         | Resultado | Notas |
| ----------------- | ------------ | -------------- | --------- | --------- | --------- | --------- | --------- | --------- | --------- | ----- |
| Medalha de ouro   | Sara Stevens | Estados Unidos | 59.96m    | 62.46m    | 59.34m    | 61.35m    | 62.79m    |           | 62.79m    |       |
| Medalha de prata  | Loren Groves | Estados Unidos | 61.45m    | 60.67m    | 60.08m    | x         | 54.92m    | 61.45m    | 61.45m    |       |
| Medalha de bronze | Aline Huerta | México         | 52.77m    | x         | x         | x         | x         | x         | 52.77m    |       |
| 4                 | Ana García   | México         | 45.94m    | 43.13m    | x         | 44.57m    | 44.35m    | x         | 45.94m    |       |

### Lançamento de dardo
Final

| Posição           | Atleta            | Nacionalidade        | Tentativa | Tentativa | Tentativa | Tentativa | Tentativa | Tentativa | Resultado | Notas |
| Posição           | Atleta            | Nacionalidade        | 1         | 2         | 3         | 4         | 5         | 6         | Resultado | Notas |
| ----------------- | ----------------- | -------------------- | --------- | --------- | --------- | --------- | --------- | --------- | --------- | ----- |
| Medalha de ouro   | Elizabeth Gleadle | Canadá               | 45.91m    | 51.76m    | 48.02m    | 47.20m    | 45.87m    | 40.46m    | 51.76m    |       |
| Medalha de prata  | Ruby Radocaj      | Estados Unidos       | 50.66m    | 50.72m    | 45.72m    | x         | 46.59m    | 50.08m    | 50.72m    |       |
| Medalha de bronze | Katie Coronado    | Estados Unidos       | 48.26m    | 48.36m    | 46.13m    | 46.93m    | 47.48m    | 49.41m    | 49.41m    |       |
| 4                 | Fresa Núñez       | República Dominicana | x         | 47.60m    | 43.61m    | 44.70m    | 48.18m    | x         | 48.18m    |       |
| 5                 | Ana Encinas       | México               | 47.37m    | 45.35m    | 46.35m    | 43.21m    | 44.11m    | 41.77m    | 47.37m    |       |
| 6                 | Taneisha Blair    | Jamaica              | x         | 43.90m    | 43.33m    | 44.50m    | x         | 38.85m    | 44.50m    |       |

### Heptatlo
Final

| Colocação         | Atleta                  | Nacionalidade  | 100 m C/B           | SA            | AP            | 200 m              | SD                 | LD            | 800 m          | Total | Notas |
| ----------------- | ----------------------- | -------------- | ------------------- | ------------- | ------------- | ------------------ | ------------------ | ------------- | -------------- | ----- | ----- |
| Medalha de ouro   | Jillian Drouin          | Canadá         | 13.80 (0.7) 1007pts | 1.87m 1067pts | 12.38m 686pts | 25.08 (0.2) 879pts | 6.07m (NWI) 871pts | 37.19m 613pts | 2:38.40 591pts | 5714  |       |
| Medalha de prata  | Bettie Wade             | Estados Unidos | 13.81 (0.7) 1005pts | 1.75m 916pts  | 12.38m 686pts | 24.85 (0.2) 901pts | 5.77m (NWI) 780pts | 32.40m 522pts | 2:29.33 701pts | 5511  |       |
| Medalha de bronze | Marissa Harris          | Estados Unidos | 13.63 (0.7) 1031pts | 1.69m 842pts  | 11.12m 603pts | 24.38 (0.2) 945pts | 5.99m (NWI) 846pts | 34.81m 568pts | 2:31.48 674pts | 5509  |       |
| 4                 | Tamilee Kerr            | Jamaica        | 14.65 (0.7) 888pts  | 1.63m 771pts  | 10.64m 571pts | 25.63 (0.2) 830pts | 5.96m (NWI) 837pts | 45.27m 769pts | 2:27.26 728pts | 5394  |       |
| 5                 | Alecia Beckford-Stewart | Canadá         | 14.62 (0.7) 892pts  | 1.63m 771pts  | 11.70m 641pts | 25.72 (0.2) 822pts | 5.52m (NWI) 706pts | 36.16m 594pts | 3:00.02 365pts | 4791  |       |
| 6                 | Cinthia Gómez           | México         | 15.42 (0.7) 787pts  | 1.63m 771pts  | 7.74m 383pts  | 27.30 (0.2) 687pts | 4.93m (NWI) 540pts | 22.55m 336pts | 2:28.72 709pts | 4213  |       |
| 7                 | Flor Morales            | México         | 15.51 (0.7) 775pts  | 1.54m 666pts  | 9.42m 492pts  | 28.58 (0.2) 586pts | 4.76m (NWI) 495pts | 33.77m 548pts | 2:34.39 639pts | 4201  |       |

Legenda
| Recorde mundial       | Recorde mundial (World record)               |                       | Recorde africano                      | Recorde africano (African) |                                           | Q | Classificado por posição (Qualified) |
| Recorde do campeonato | Recorde do campeonato (Championship record)  | Recorde da América    | Recorde da América (Americas)         | q                          | Classificado por melhor tempo (Qualified) |   |                                      |
| Melhor marca do ano   | Melhor marca do ano (World leading)          | Recorde asiático      | Recorde asiático (Asian)              | DNS                        | Não largou (Did not start)                |   |                                      |
| Recorde nacional      | Recorde nacional (National record)           | Recorde europeu       | Recorde europeu (European)            | DNF                        | Não terminou (Did not finish)             |   |                                      |
| Recorde pessoal       | Recorde pessoal do atleta (Personal best)    | Recorde da Oceania    | Recorde da Oceania (Oceania)          | DSQ / DQ                   | Desclassificado (Disqualified)            |   |                                      |
| Recorde da temporada  | Recorde da temporada do atleta (Season best) | Recorde sul-americano | Recorde sul-americano (South America) | NM                         | Sem marca (No mark)                       |   |                                      |